# Gerhardt Wilhelm von Reutern

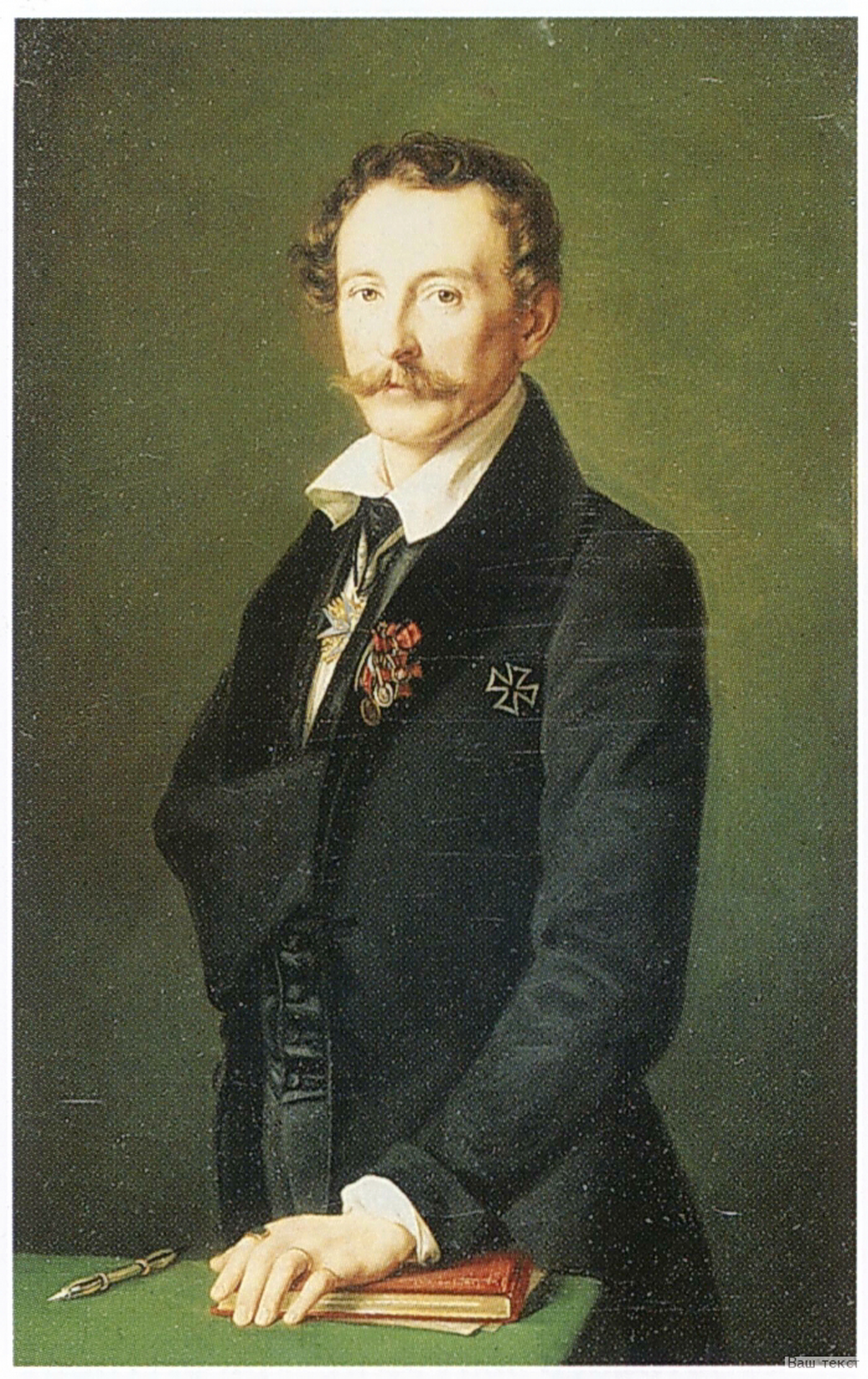
Gerhardt Wilhelm von Reutern, Gemälde von Theodor Hildebrandt, 1838, Russisches Museum, Sankt Petersburg

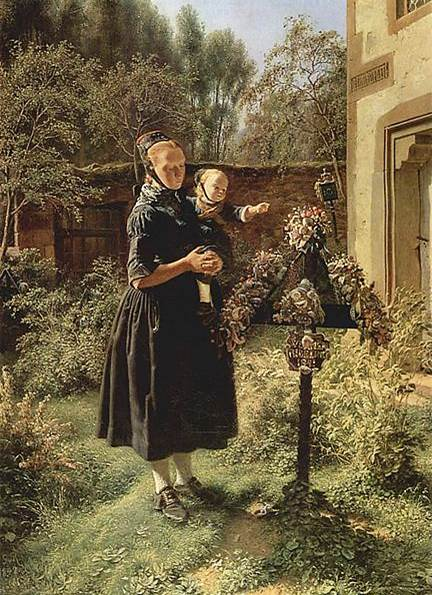
Auf dem Friedhof von Willingshausen, Öl auf Leinwand, entstanden 1842

Gerhardt Wilhelm von Reutern (* 6. Julijul. / 17. Juli 1794greg. auf Gut Rösthof bei Walk in Livland; † 22. März 1865 in Frankfurt am Main) war ein baltischer Offizier und Maler, Goethefreund und mit Ludwig Emil Grimm Begründer der Willingshäuser Malerkolonie.

## Leben
Von Reutern war Angehöriger der baltischen Adelsfamilie von Reutern. Er war der jüngste von vier Söhnen des Kammerherrn Christoph Herrmann von Reutern und dessen Frau Charlotte, geborene von Fischbach. Erste künstlerische Unterweisungen erhielt er durch einen Hauslehrer und seit dem zwölften Lebensjahr in der Petrischule in Sankt Petersburg. Im Alter von 15 Jahren kam er an die Kaiserliche Universität Dorpat, um dort Militärwissenschaften zu studieren.

## Militärlaufbahn
1811 trat er in das „Husarenregiment Alexander“ ein, das unter dem Kommando seines ältesten Bruders stand. Im Herbst 1812 wurde er Cornet beim Leibgarde-Husarenregiment und marschierte 1813 in Richtung Schlesien. Als russischer Kavallerieleutnant nahm er an den Feldzügen Russlands von 1813 bis 1815 und den Schlachten bei Dresden, Culm und  Leipzig teil. Am 16. Oktober 1813 wurde er in Wachau durch eine Schusswunde in der rechten Schulter lebensgefährlich verletzt, so dass er nur durch die Amputation des Armes gerettet werden konnte. Bei beginnender Genesung in Leipzig machte er im März 1814 erste Zeichenversuche mit der Linken Hand, die aus Bildnissen bestanden, die er nach der Natur fertigte. Nach der völligen Genesung wollte er seine militärische Laufbahn fortsetzen. Eine erneute Entzündung der Wunde zwang ihn jedoch in Weimar zu verweilen und die Heilung abzuwarten.
Im Sommer 1814 machte er dort erstmals Bekanntschaft mit Johann Wolfgang von Goethe, der ihn in seiner Neigung zur Malerei bestärkte und mit dem er einen stetigen Briefwechsel pflegte. Er reiste nach Baden-Baden, um die Entzündung zu kurieren und folgte im Herbst des Jahres der Armee nach Russland. Anfang 1815 wurde er in Warschau Adjutant des Feldmarschalls Michael Andreas Barclay de Tolly, den er nach Paris begleitete, da Napoleon von Elba entflohen war. Im Spätherbst trat er einen längeren Heimaturlaub an. Da er nun volljährig (oder mündig) war, erhielt er das Gut Ajasch als väterliches Erbe. Hier weilte er bis zum 1817. Die Jahre 1818 und 1819 verbrachte er in Berlin und Kassel, wo er sich wissenschaftlichen Studien widmete. In Kassel schloss er Freundschaft mit Joseph von Radowitz und traf bei Ausflügen nach Weimar und Jena wiederholt auf Goethe sowie auf die Witwe Schillers. Er setzte bis zum Ende des Jahres 1819 seine Studien der Naturwissenschaften an der Universität in Heidelberg fort. Anschließend kehrte er nach Sankt Petersburg zurück, um im Range eines Oberstleutnants seinen Abschied von der Armee zu nehmen.

## Künstlerisches Schaffen
Im Februar 1820 verlobte er sich in Kassel mit Fräulein Charlotte von Schwertzell zu Willingshausen und unternahm mit ihr eine längere Reise nach Italien, ehe er sich am 20. August des Jahres mit ihr vermählte. Zunächst hatte er die Absicht das ererbte Gut zu bewirtschaften. Sein Gesundheitszustand erlaubte dies jedoch nicht, so dass er sich wieder den Naturwissenschaften zuwandte. Seine Ärzte verordneten ihm 1823 den Aufenthalt in einem milderen Klima, was ihn nach Genf und Bad Ems führte. In diesen Jahren fertigte er zahlreiche Zeichnungen mit der Feder und versuchte sich auch im Radiren. Seit 1828 wandte er sich verstärkt der Aquarellmalerei zu, die er 1824 in Bern bei Gabriel Lory erlernt hatte. Anschließend studierte er bei Ludwig Emil Grimm, Justus Wilhelm Karl Glinzer und Johann Martin von Rohden an der Kasseler Kunstakademie Malerei. Viele seiner Aquarelle entstanden in Willingshausen, wo Ludwig Grimm ihn mehrmals besuchte. Ihre Bekanntschaft gilt als Gründungsstunde der Willingshäuser Malerkolonie. Beide entdeckten für sich das Schwälmer Genre und die Schwälmer Trachten. 1833 hinderte ihm eine Augenkrankheit für zwei Jahre an der Arbeit und er zog im November 1834 nach Düsseldorf, um unter Schadows Anleitung die Ölmalerei zu erlernen. Er wurde bald Privatschüler von Theodor Hildebrandt, eines Hilflehrers an der Düsseldorfer Kunstakademie. 1837 fertigte er zwei eigene Kompositionen in Öl, einen Pagen im mittelalterlichen Kostüm und ein Mädchen, das neugierig ein Schatzkästchen öffnet. Beide Porträts sandte er Kaiser Nikolaus I., der ihm dafür den Titel eines kaiserlichen Hofmalers verlieh und ihn zum Maler der kaiserlichen-russischen Familie mit Bezügen einer Ehrenpension ernannte.
Von Reutern schuf 1829 die Federzeichnung Huteeichen, die er seinem Gönner Johann Wolfgang von Goethe schenkte. Die Zeichnung befindet sich heute im Weimarer Goethehaus. Er brachte 1841 seinen Freund Jakob Fürchtegott Dielmann mit nach Willingshausen, dessen Arbeiten maßgeblich zum Stellenwert Willingshausens als Studienort beitrugen. Von Reutern jedoch lebte anschließend abwechselnd in Russland, Deutschland, der Schweiz und Italien.
1844 zog er nach Frankfurt, wo er in der von ihm und seiner Familie bewohnten, späteren Villa Metzler Ateliers für Maler einrichtete. In Frankfurt gehörte zu seinem Bekanntenkreis Philipp Veit. Sein Grab auf dem Frankfurter Südfriedhof ist heute nicht mehr vorhanden, die Grabplatten von ihm, seiner Frau und die seines Sohnes Christoph, der 1859 in Düsseldorf als angehender Porträtmaler gestorben war, wurden in die Trauerhalle gebracht. Seine Frau verstarb 1854. Seine Tochter Elisabeth von Reutern (1821–1856) heiratete 1841 Wassili Andrejewitsch Schukowski. Sein eigener Gesundheitszustand verschlechterte sich zusehends. Im Frühjahr 1864 erlitt er einen Schlaganfall, der ihn halbseitig lähmte. Er starb im März des Jahres.

## Würdigung
- Eisernes Kreuz
- 1813: Pour le Mérite
- Orden des Heiligen Wladimir
- In Willingshausen ist ein Museum nach Gerhardt Wilhelm von Reutern benannt.[4]

## Arbeiten in Museen

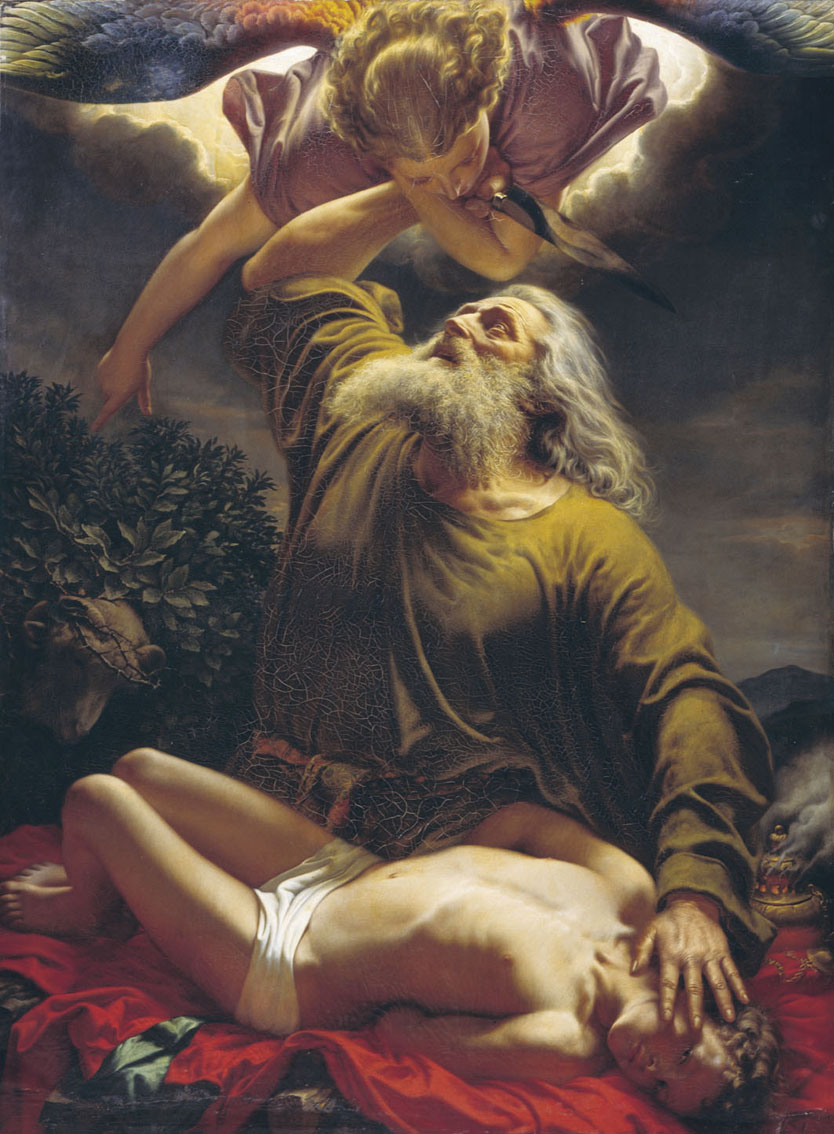
Isaaks Opferung

- Museum Georg Schäfer, Schweinfurt
- Museum der Schwalm, Ziegenhain
- Neue Galerie, Kassel
- Willingshäuser Bauernfrau mit schlafendem Kind (1843) Russisches Museum, Sankt Petersburg
- Isaaks Opferung (1849) Eremitage, Sankt Petersburg
- Goethehaus Weimar
- Museum Malerstübchen Gerhardt-von-Reutern-Haus, Willingshausen

## Ausstellungen
- 1935: Große Kunstausstellung, Kunstverein Kassel